# Robin Knoche
Robin Knoche est un footballeur allemand né le 22 mai 1992 à Brunswick en Allemagne. Il évolue au poste de défenseur central au FC Nuremberg.

## Biographie

### Carrière en club
Lors de la saison 2014-2015, il atteint avec le VfL Wolfsburg les quarts de finale de la Ligue Europa.  Wolfsburg élimine notamment le Sporting Lisbonne puis l'Inter Milan, avant de s'incliner face au Napoli.
La saison suivante, il participe avec cette même équipe aux huitièmes de finale de la Ligue des champions, face au club belge du KAA La Gantoise.

### Carrière en équipe nationale
Avec les moins de 20 ans, il délivre une passe décisive lors d'une rencontre amicale face à la Pologne en novembre 2012.
Le 9 septembre 2013, il reçoit sa première sélection avec les espoirs, lors d'une rencontre face à l'Irlande (victoire 0-4). Par la suite, le 15 octobre, il inscrit son premier but avec les espoirs, face aux îles Féroé (victoire 3-2). Ces deux rencontres rentrent dans le cadre des éliminatoires de l'Euro espoirs 2015. Il participe ensuite en juin 2015 à la phase finale du championnat d'Europe espoirs organisé en Tchéquie. Lors de cette compétition, il ne joue qu'une seule rencontre, face à la Serbie. L'Allemagne s'incline en demi-finale face au Portugal.
Le 18 novembre 2014, il figure pour la première fois sur le banc des remplaçants de l'équipe d'Allemagne A, mais sans entrer en jeu, lors d'une rencontre amicale face à l'Espagne (victoire 0-1).

## Statistiques
| Saison                | Club                  | Championnat           | Championnat | Championnat | Coupe(s) nationale(s) | Coupe(s) nationale(s) | Supercoupe | Supercoupe | Compétition(s) continentale(s) | Compétition(s) continentale(s) | Compétition(s) continentale(s) | Barrages Bundesliga | Barrages Bundesliga | Total | Total |
| Saison                | Club                  | Division              | M.          | B.          | M.                    | B.                    | M.         | B.         | Comp.                          | M.                             | B.                             | M.                  | B.                  | M.    | B.    |
| 2011-2012             | VfL Wolfsburg         | Bundesliga            | 3           | 0           | -                     | -                     | -          | -          | -                              | -                              | -                              | -                   | -                   | 3     | 0     |
| 2012-2013             | VfL Wolfsburg         | Bundesliga            | 11          | 0           | 2                     | 0                     | -          | -          | -                              | -                              | -                              | -                   | -                   | 13    | 0     |
| 2013-2014             | VfL Wolfsburg         | Bundesliga            | 32          | 3           | 3                     | 0                     | -          | -          | -                              | -                              | -                              | -                   | -                   | 35    | 3     |
| 2014-2015             | VfL Wolfsburg         | Bundesliga            | 27          | 2           | 3                     | 0                     | -          | -          | C3                             | 11                             | 0                              | -                   | -                   | 41    | 2     |
| 2015-2016             | VfL Wolfsburg         | Bundesliga            | 11          | 1           | -                     | -                     | -          | -          | C1                             | 2                              | 0                              | -                   | -                   | 13    | 1     |
| 2016-2017             | VfL Wolfsburg         | Bundesliga            | 23          | 1           | 2                     | 0                     | -          | -          | -                              | -                              | -                              | 2                   | 0                   | 27    | 1     |
| 2017-2018             | VfL Wolfsburg         | Bundesliga            | 24          | 1           | 3                     | 0                     | -          | -          | -                              | -                              | -                              | 2                   | 1                   | 29    | 2     |
| 2018-2019             | VfL Wolfsburg         | Bundesliga            | 31          | 3           | 3                     | 0                     | -          | -          | -                              | -                              | -                              | -                   | -                   | 34    | 3     |
| 2019-2020             | VfL Wolfsburg         | Bundesliga            | 21          | 1           | 2                     | 1                     | -          | -          | C3                             | 8                              | 0                              | -                   | -                   | 31    | 2     |
| Sous-total            | Sous-total            | Sous-total            | 183         | 12          | 18                    | 1                     | -          | -          | -                              | 21                             | 0                              | 4                   | 1                   | 226   | 14    |
| 2020-2021             | Union Berlin          | Bundesliga            | 34          | 1           | 2                     | 0                     | -          | -          | -                              | -                              | -                              | -                   | -                   | 36    | 1     |
| 2021-2022             | Union Berlin          | Bundesliga            | 33          | 0           | 5                     | 1                     | -          | -          | C4                             | 8                              | 0                              | -                   | -                   | 46    | 1     |
| 2022-2023             | Union Berlin          | Bundesliga            | 32          | 2           | 4                     | 1                     | -          | -          | C3                             | 10                             | 4                              | -                   | -                   | 46    | 7     |
| 2023-2024             | Union Berlin          | Bundesliga            | 24          | 1           | 2                     | 1                     | -          | -          | C1                             | 3                              | 0                              | -                   | -                   | 29    | 2     |
| Sous-total            | Sous-total            | Sous-total            | 123         | 4           | 13                    | 3                     | -          | -          | -                              | 21                             | 4                              | -                   | -                   | 157   | 11    |
| 2024-2025             | FC Nuremberg          | 2.Bundesliga          | 31          | 1           | 2                     | 0                     | -          | -          | -                              | -                              | -                              | -                   | -                   | 33    | 1     |
| 2025-2026             | FC Nuremberg          | 2.Bundesliga          | -           | -           | 1                     | 0                     | -          | -          | -                              | -                              | -                              | -                   | -                   | 1     | 0     |
| Sous-total            | Sous-total            | Sous-total            | 31          | 1           | 3                     | 0                     | -          | -          | -                              | -                              | -                              | -                   | -                   | 34    | 1     |
| Total sur la carrière | Total sur la carrière | Total sur la carrière | 337         | 17          | 34                    | 4                     | -          | -          | -                              | 42                             | 4                              | 4                   | 1                   | 417   | 26    |

## Palmarès
VfL Wolfsburg
- Coupe d'Allemagne en 2015.

- Vice-champion d'Allemagne en 2015.
- Supercoupe d'Allemagne en 2015.